# Ватога (Тенеси)
Ватога (енгл. Watauga) град је у америчкој савезној држави Тенеси.

## Демографија
По попису из 2010. године број становника је 458, што је 55 (13,6%) становника више него 2000. године.
| Група             | 2000.       | 2010.       |
| Белци             | 390 (96,8%) | 428 (93,4%) |
| Афроамериканци    | 7 (1,7%)    | 7 (1,5%)    |
| Азијати           | 0 (0,0%)    | 1 (0,2%)    |
| Хиспаноамериканци | 5 (1,2%)    | 6 (1,3%)    |
| Укупно            | 403         | 458         |